# Base aérienne de Suwon

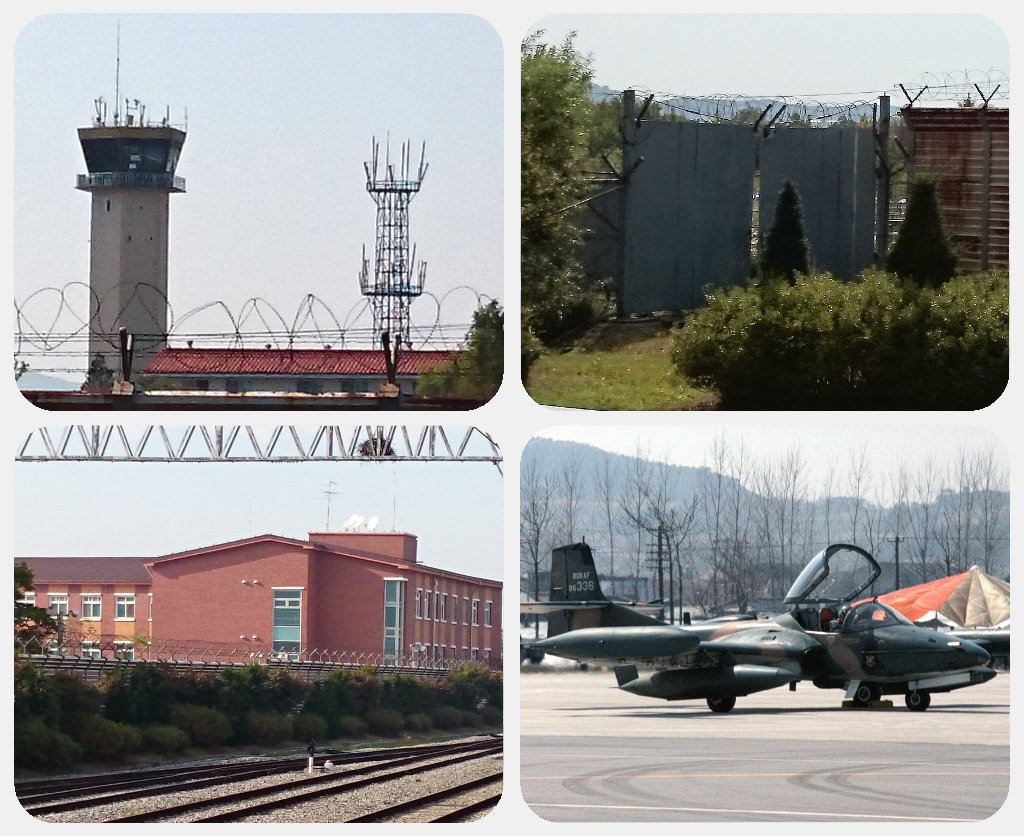
Base aérienne de Suwon

La base aérienne de Suwon code IATA : SWU est une base de la Force aérienne de la République de Corée (ROKAF) située près de Suwon, en Corée du Sud.
Cette base a été initialement créée pendant au début de la guerre de Corée en 1950 et hébergeait des unités de l'armée de l'air américaine.